# بريار

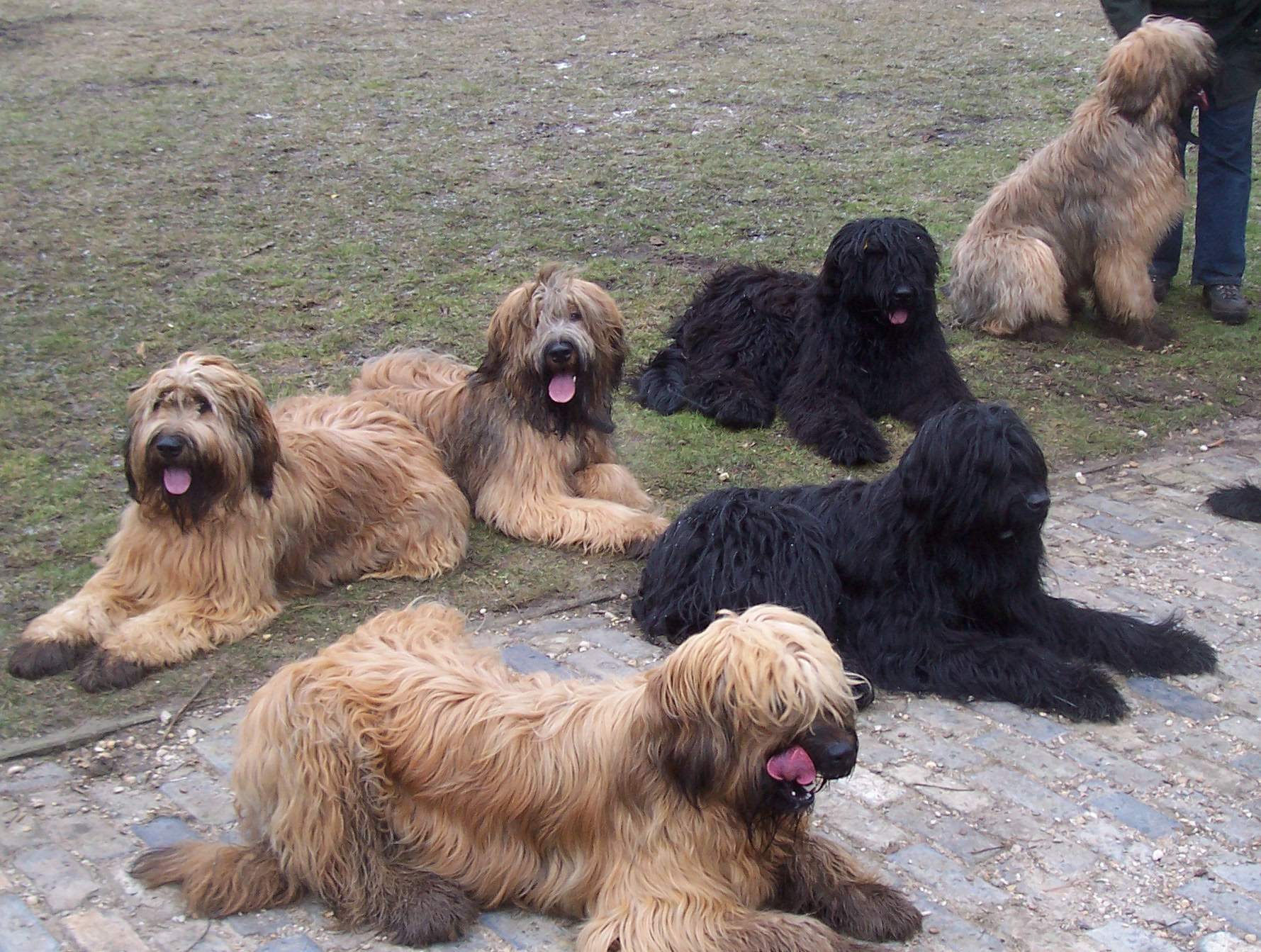
كلاب بريار

البِرْيَار سلالة فرنسية من كلاب الراعي الكبيرة تستخدم تقليديا لرعي الأغنام والدفاع عنها. عُرض أول مرة في أول عرض للكلاب في باريس عام 1863.

## معرِض صور

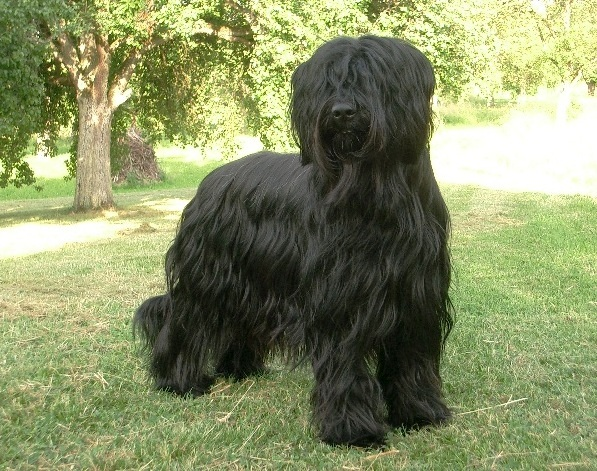
أسود
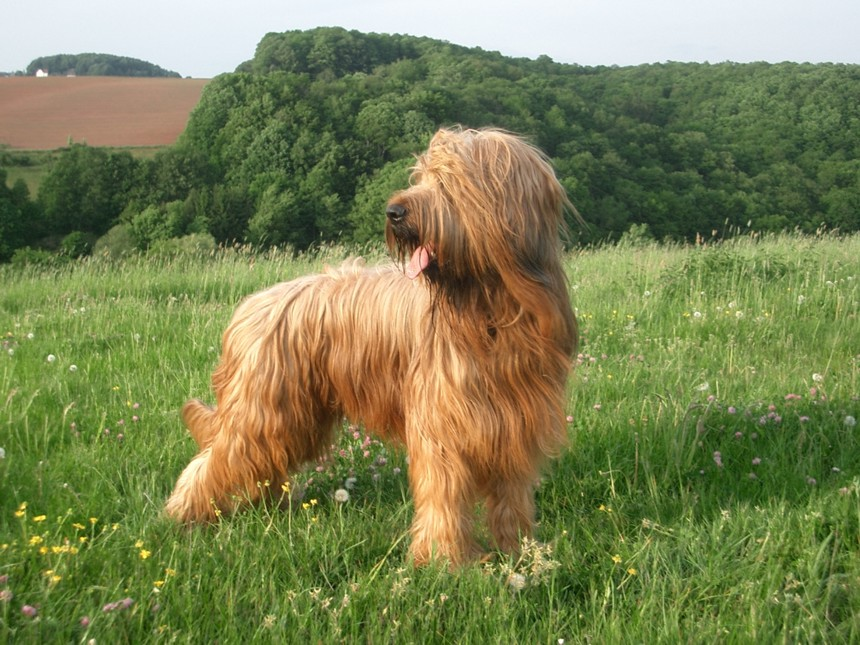
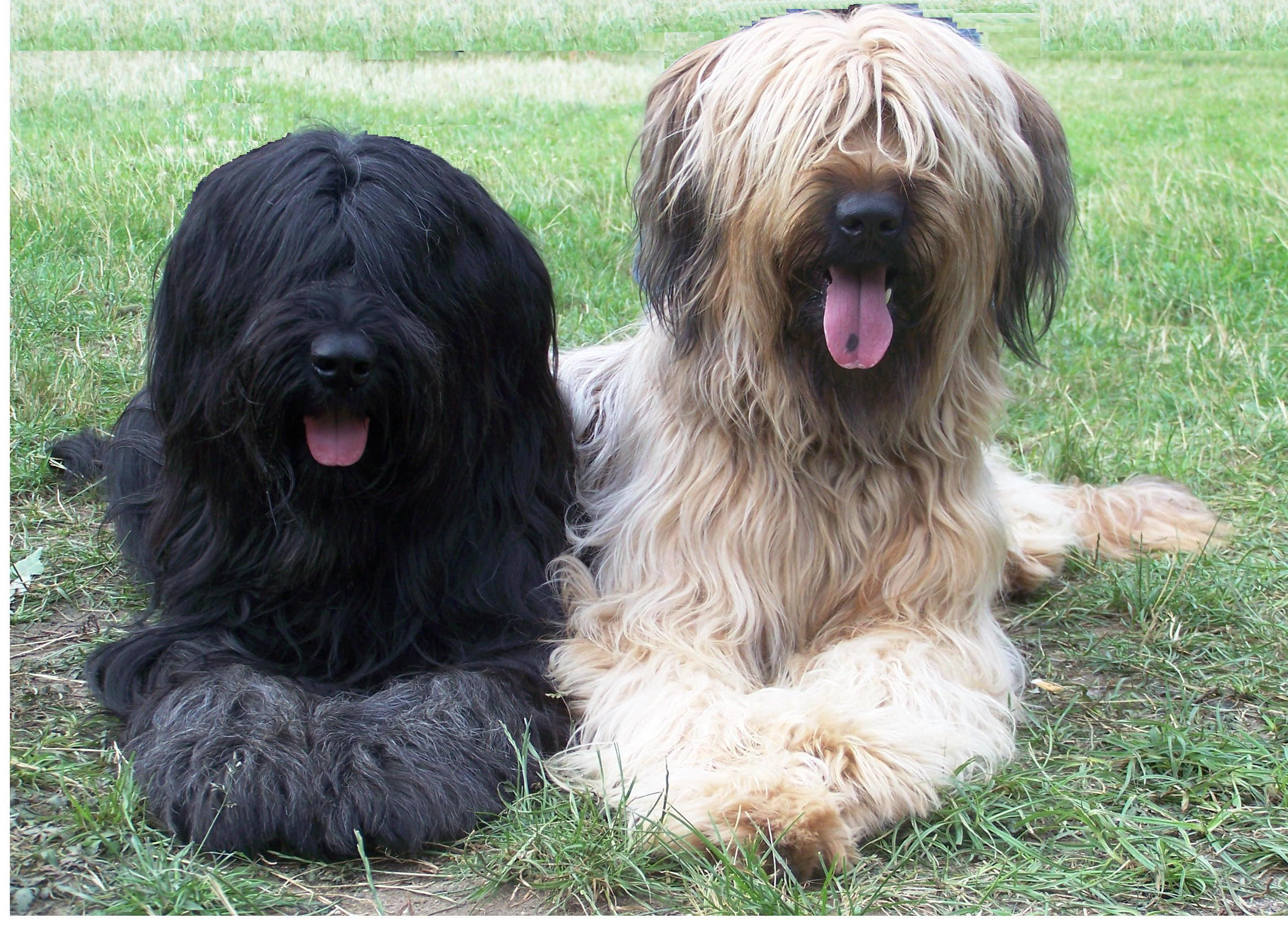